# Ключеватка (деревня)
Ключеватка — деревня в Великолукском районе Псковской области России. Входит в состав сельского поселения «Шелковская волость».

## География
Расположена на севере района, в 35 км к северо-востоку от райцентра Великие Луки.

## История
До 2014 года входила в состав сельского поселения «Марьинская волость». Законом Псковской области от 10 декабря 2014 года № 1465-ОЗ, муниципальные образования «Черпесская волость», «Марьинская волость», «Букровская волость» и «Шелковская волость» были объединены в муниципальное образование «Шелковская волость» с административным центром в деревне Шелково.

## Население
Численность населения по оценке на 2000 год составляла 1 житель, на 2010 год — постоянных жителей нет.